# Watermead Country Park

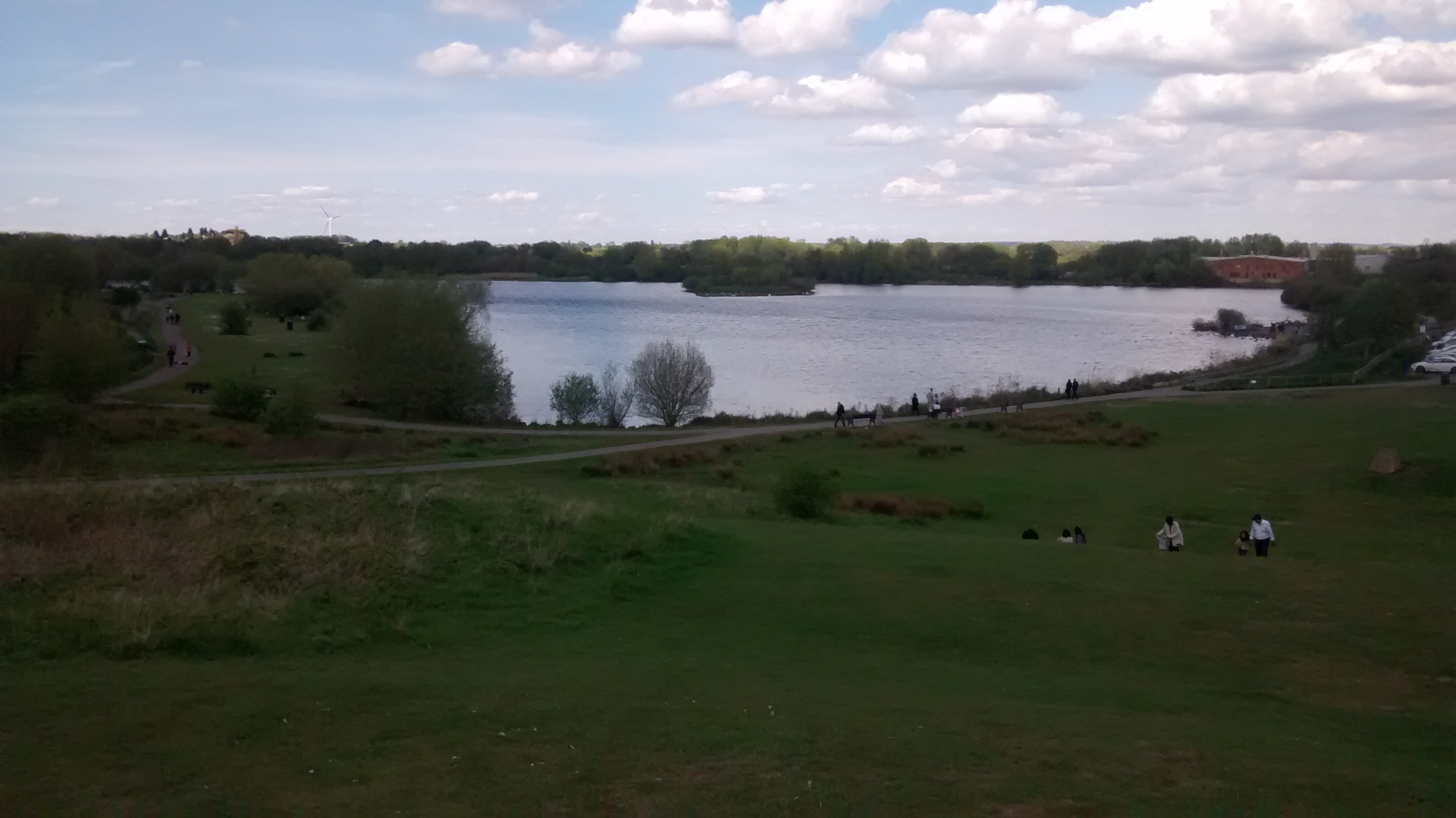
Watermead Country Park (widok z góry mamuta)

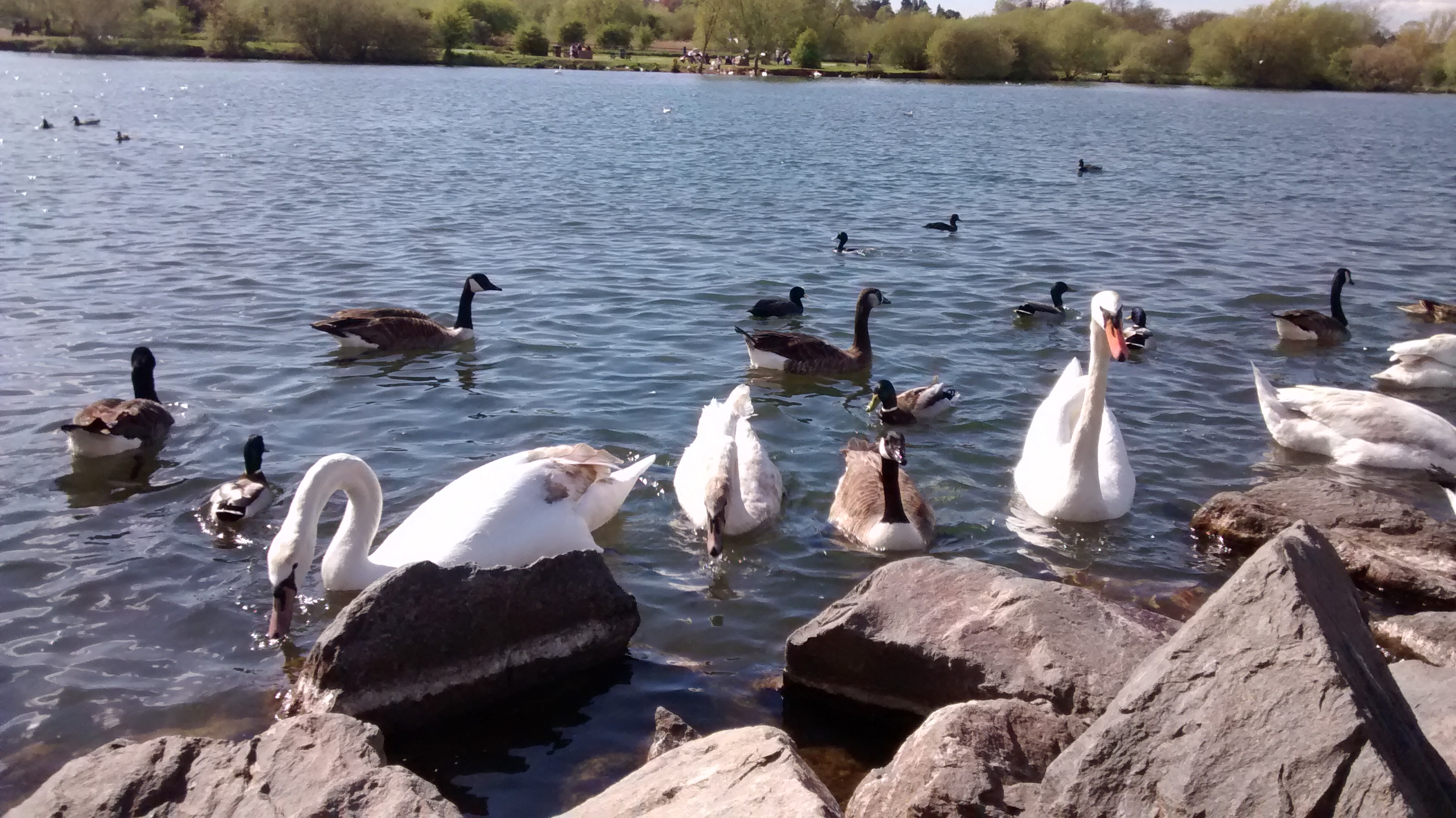
Ptaki w Watermead Country Park

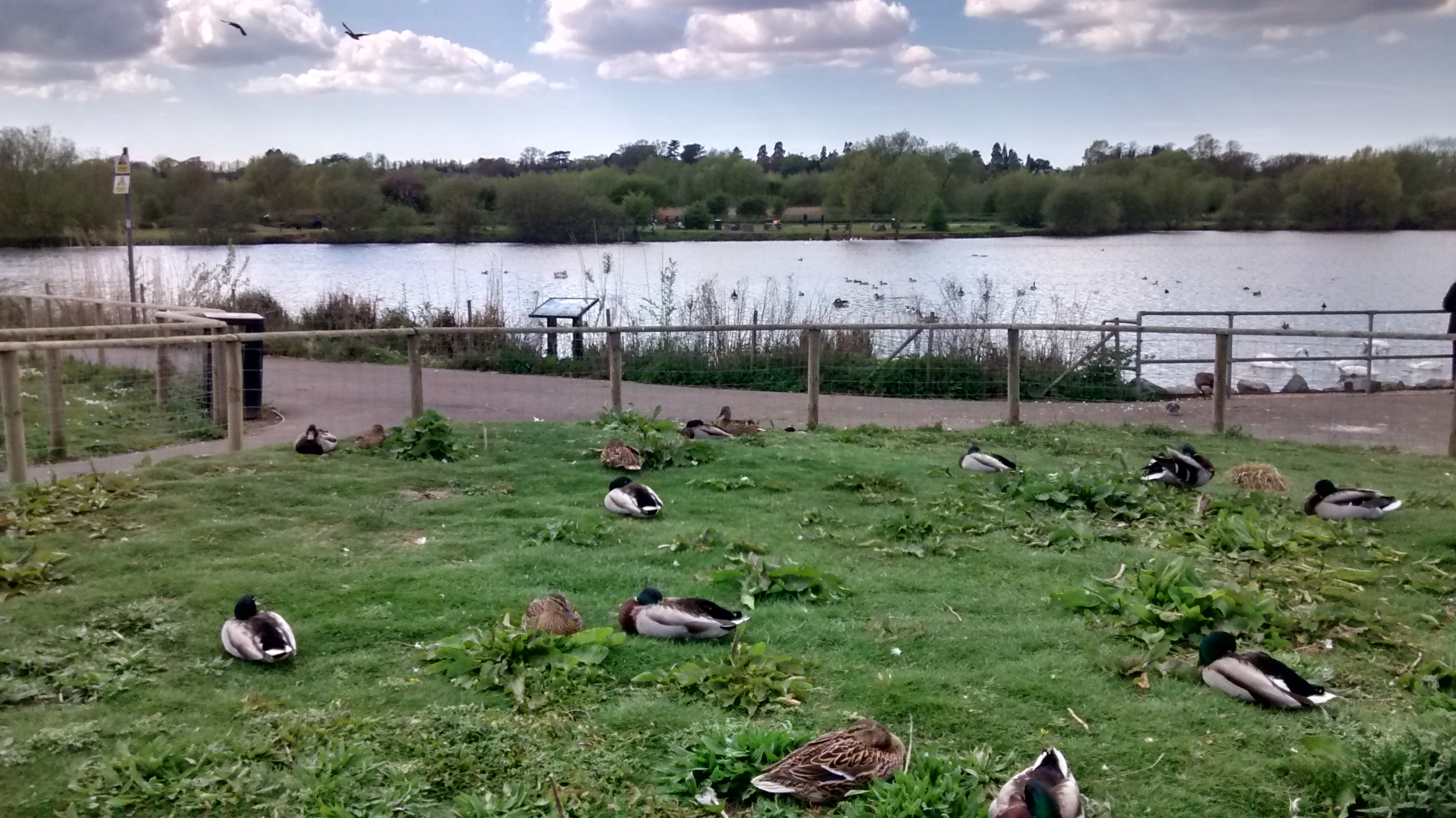
Ptactwo w Watermead Country Park

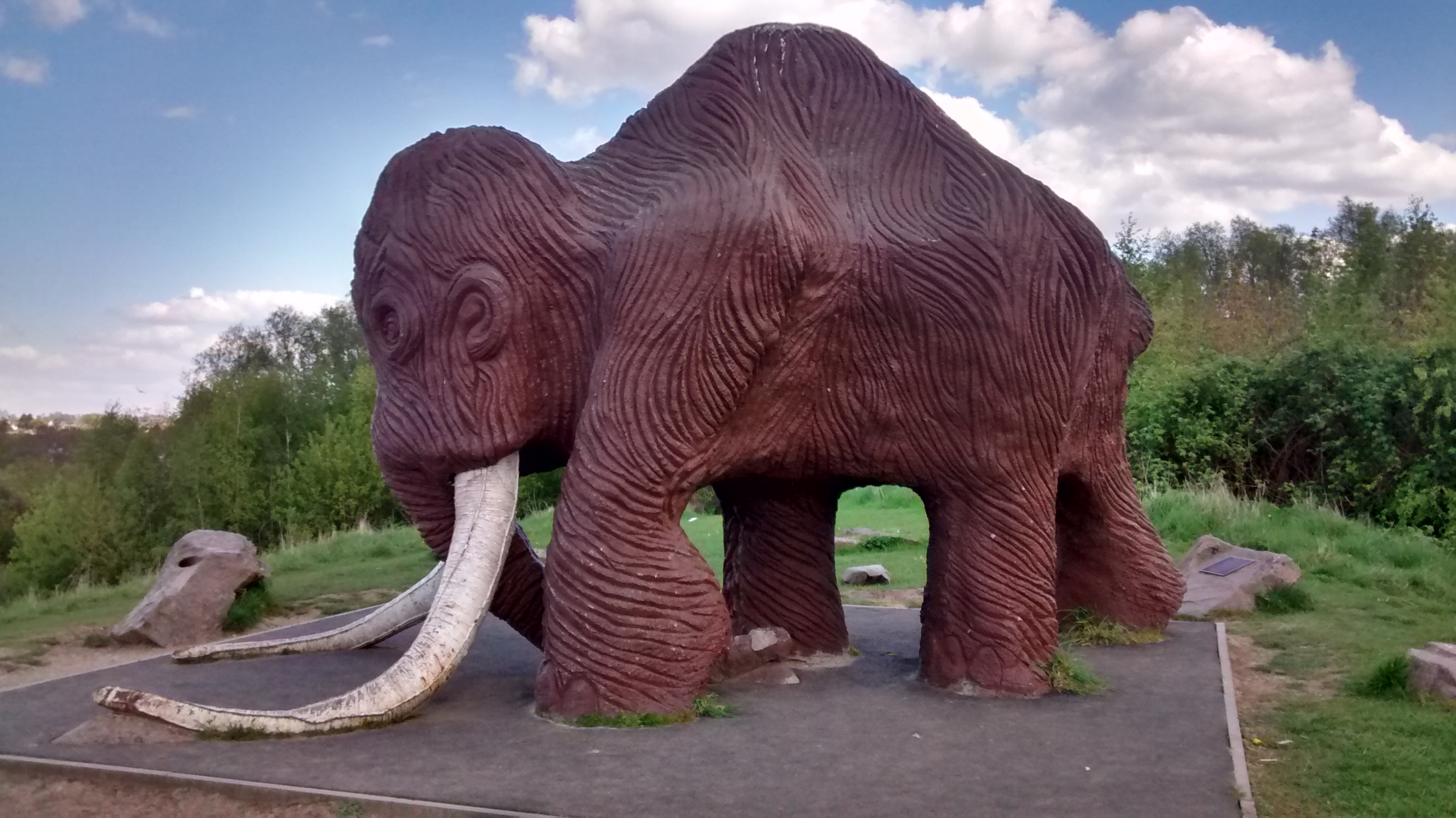
Rzeźba mamuta

Watermead Country Park - park ze sztucznymi jeziorami w dolinie rzeki Soar oraz starego kanału Grand Union w hrabstwie Leicestershire w Wielkiej Brytanii na północ od miasta Leicester.
W parku znajdują się rezerwaty przyrody. W parku można spotkać wiele gatunków ptactwa wodnego m/in: łabędzie, czaplę czarną, kaczki, gęsi.
Wokół jezior znajdują się ścieżki pieszo rowerowe. Istnieją również miejsca sportowo - rekreacyjne.
Najbardziej znanym miejscem jest rzeźba mamuta usytuowana na wzniesieniu w południowej części parku.